# Asphalt Nitro 2
Asphalt Nitro 2 (укр. Асфальт: Нітро 2) — аркадна перегонова відеогра, що розробляється Gameloft Kharkiv та видається компанією Gameloft як частина серії Asphalt та продовження однієї з минулих частин Asphalt Nitro.

## Ігровий процес
Очікується, що гра матиме високоякісну графіку, 20 ліцензованих суперкарів, включаючи автомобілі таких брендів, як Lamborghini, Buggati та Ferrari, 4 аркадних режими гри (на 4 менше, ніж у приквелі гри, Asphalt Nitro, їх було 8) та 230 перегонів. Ці перегони відбуватимуться в Новій Зеландії та Японії. У грі також буде використана технологія TouchDrive з Asphalt 9, що дозволятиме грати однією рукою, використовуючи свайпи по екрану, в той час, як гра керує прискоренням.

## Розробка
Asphalt Nitro 2 була анонсована 24 липня 2021 року на вебсайті розробника Gameloft: на сайті Gameloft з'явилося повідомлення про вихід Asphalt Nitro 2, а також подробиці про гру, зокрема про її сумісність з пристроями низького класу.
Гра доступна лише на Android, Gameloft опублікувала гру у своєму магазині, і якщо гравці хочуть пограти, їм потрібно буде оформити підписку в магазині Gameloft.